# Helina stenotarsis
Helina stenotarsis är en tvåvingeart som beskrevs av Xue 2002. Helina stenotarsis ingår i släktet Helina och familjen husflugor.
Artens utbredningsområde är Xinjiang (Kina). Inga underarter finns listade i Catalogue of Life.